# Віндель
Віндель (ісп. Vindel) — муніципалітет в Іспанії, у складі автономної спільноти Кастилія-Ла-Манча, у провінції Куенка. Населення — 16 осіб (2010).
Муніципалітет розташований на відстані близько 110 км на схід від Мадрида, 60 км на північ від Куенки.

## Демографія
Динаміка населення (INE ):